# Duvigneaudia
Duvigneaudia es un género de plantas con flores perteneciente a la familia  Euphorbiaceae.
Está considerado un sinónimo del género Gymnanthe.

## Especies seleccionadas
- Duvigneaudia inopinata
- Duvigneaudia leonardii
- etc.